# Остров Чирикова
Остров Чирикова (англ. Chirikof Island) — остров площадью 114,7 км² в северной части Тихого океана, у южного побережья Аляски (США). Входит в Кадьякский архипелаг.

## География
Находится в 290 км юго-западнее от острова Кадьяк.

## История
Остров был открыт в 1741 году русским мореплавателем Алексеем Ильичом Чириковым. В 1798 году был назван в его честь английским исследователем Джорджем Ванкувером. Остров был вновь исследован в ходе экспедиции 1817—1819 годов капитана 2-го ранга Василия Михайловича Головнина со шлюпа «Камчатка».
Продан Россией по Договору о продаже Соединённым Штатам Русской Аляски (1867).

## Население
Необитаем.